# Тейлор Бут
Те́йлор Е́нтоні Бут (порт. Taylor Anthony Booth; нар. 31 травня 2001, Іден) — американський футболіст, півзахисник нідерландського клубу «Твенте» і збірної США.

## Клубна кар'єра

### Юнацькі роки
Вихованець футбольної академії клубу «Реал Солт-Лейк». В січні 2019 року приєднався до структури мюнхенської «Баварії». 14 червня 2020 року дебютував у складі «Баварії II», вийшовши на заміну Маліку Тілльману в матчі Третьої ліги Німеччини проти «Вальдгофа». Всього в сезоні 2019–20 провів 2 матчі. Зіграв також 2 матчі за резервну команду в сезоні 2020–21, після чого був відправлений в оренду до «Санкт-Пельтена».

### «Санкт-Пельтен»
8 лютого 2021 года відправився в оренду в австрійський клуб «Санкт-Пельтен» до кінця сезону. 14 лютого дебютував за «Санкт-Пельтен», вийшовши в стартовому складі в матчі Бундесліги проти клубу «Рід» і відзначився гольовою передачею. 7 березня в матчі Бундесліги проти «Ред Булл» (Зальцбурга) забив свій перший гол за клуб. Загалом в сезоні 2020–21 провів за «Санкт-Пельтен» 17 матчів і забив 3 голи.

### «Баварія»
25 серпня 2021 року дебютував в основному складі «Баварії» в матчі першого раунду Кубка Німеччини проти «Бремера», вийшовши на заміну Лерою Сане.

### «Утрехт»
28 січня 2022 року підписав попередній контракт, а вже влітку як вільний агент приєднався до нідерландського клубу «Утрехт». 6 серпня 2022 року дебютував за «Утрехт» в матчі Ередивізі проти клубу «Валвейк», вийшовши на матч в стартовому складі, і був замінений у перерві. 6 листопада забив свій перший гол за «Утрехт», вразивши ворота «Гронінгена» в переможному матчі (2–1). За підсумками листопада 2022 року, в якому відзначився у двох матчах чемпіонату, був визнаний гравцем місяця і включений до символічної «команди місяця» в Ередивізі. Всього в сезоні 2022–23 провів за клуб 31 матч, в яких забив 2 голи і віддав 4 результативні передачі.
12 серпня 2023 року в матчі 1-го туру чемпіонату проти ПСВ зазнав ушкодження і був замінений на 41-й хвилині гри. Через травму був змушений пропустити близько 1,5 місяця, а 22 жовтня вперше повернувся на поле після травми в матчі Ередивізі проти «Аякса». 20 грудня відзначився першим голом в сезоні в матчі другого раунду Кубка Нідерландів проти «Феєнорда». 4 лютого 2024 року в матчі Ередивізі проти «Волендама» оформив хет-трик.. В наступній грі, 11 лютого, зробив дубль в матчі Ередивізі проти «Фортуни».

### «Твенте»
4 лютого 2025 року перейшов у «Твенте», підписавши контракт до літа 2028 року. Сума трансферу становила 2 млн євро. 9 лютого дебютував за нову команду в матчі Ередивізі проти «Геренвена», вийшовши на заміну Дану Ротсу. 20 лютого 2025 року в поєдинку Ліги Європи УЄФА проти норвезького «Буде-Глімт» дебютував у єврокубках.

## Кар'єра в збірній
Выступав за збірні США до 16, до 17, до 18 і до 19 років. В 2017 році провів два матчі на чемпіонаті світу (до 17 років) в Індії.
3 грудня 2021 року був вперше викликаний до тренувального табору збірної США. В заключному товариському матчі проти збірної Боснії і Герцеговини 18 грудня залишився в запасі. Дебютував за збірну США 24 березня 2023 року в матчі Ліги націй КОНКАКАФ 2022–23 проти збірної Гренади, замінивши у другому таймі Джованні Рейну.
8 жовтня 2023 року був викликаний до олімпійської збірної США для участі у товариських матчах проти збірних Мексики і Японії.
8 липня 2024 року потрапив до заявки олімпійської збірної США для участі в матчах футбольного турніру на літніх Олімпійських іграх 2024 в Парижі. На олімпійському турнірі зіграв у матчах групового етапу проти збірних Франції, Нової Зеландії і Гвінеї, а також у чверфінальному матчі проти збірної Марокко, в якому американці поступились 0-4.

## Особисте життя
Його молодший брат, Зак, також професіональний футболіст.

## Статистика виступів

### Клубна статистика
Станом на 10 серпня 2025 
| Клуб              | Сезон             | Чемпіонат                  | Чемпіонат | Чемпіонат | Кубок | Кубок | Єврокубки | Єврокубки | Інші  | Інші | Всього | Всього |
| Клуб              | Сезон             | Дивізіон                   | Матчі     | Голи      | Матчі | Голи  | Матчі     | Голи      | Матчі | Голи | Матчі  | Голи   |
| ----------------- | ----------------- | -------------------------- | --------- | --------- | ----- | ----- | --------- | --------- | ----- | ---- | ------ | ------ |
| Баварія II        | 2019–20           | Третя ліга                 | 2         | 0         | —     | —     | —         | —         | —     | —    | 2      | 0      |
| Баварія II        | 2020–21           | Третя ліга                 | 2         | 0         | —     | —     | —         | —         | —     | —    | 2      | 0      |
| Баварія II        | 2021–22           | Регіональна ліга «Баварія» | 23        | 3         | —     | —     | —         | —         | —     | —    | 23     | 3      |
| Баварія II        | Всього            | Всього                     | 27        | 3         | —     | —     | —         | —         | —     | —    | 27     | 3      |
| → Санкт-Пельтен   | 2020–21           | Австрійська Бундесліга     | 15        | 3         | —     | —     | —         | —         | —     | —    | 15     | 3      |
| Баварія           | 2021–22           | Бундесліга                 | 0         | 0         | 1     | 0     | —         | —         | —     | —    | 1      | 0      |
| Утрехт            | 2022–23           | Ередивізі                  | 25        | 2         | 3     | 0     | —         | —         | —     | —    | 28     | 2      |
| Утрехт            | 2023–24           | Ередивізі                  | 19        | 5         | 2     | 1     | —         | —         | —     | —    | 21     | 6      |
| Утрехт            | 2024–25           | Ередивізі                  | 9         | 0         | 0     | 0     | —         | —         | —     | —    | 9      | 0      |
| Утрехт            | Всього            | Всього                     | 53        | 7         | 5     | 1     | 0         | 0         | 0     | 0    | 58     | 8      |
| Твенте            | 2024–25           | Ередивізі                  | 6         | 0         | 0     | 0     | 1         | 0         | 0     | 0    | 7      | 0      |
| Твенте            | 2025–26           | Ередивізі                  | 1         | 0         | 0     | 0     | 0         | 0         | 0     | 0    | 1      | 0      |
| Твенте            | Всього            | Всього                     | 7         | 0         | 0     | 0     | 1         | 0         | 0     | 0    | 8      | 0      |
| Всього за кар'єру | Всього за кар'єру | Всього за кар'єру          | 102       | 13        | 6     | 1     | 1         | 0         | 0     | 0    | 109    | 14     |

1. ↑  Кубок Німеччини, Кубок Нідерландів
2. ↑  Матчі в Лізі Європи УЄФА

### Міжнародна статистика
Станом на 28 березня 2023
| Збірна            | Сезон             | Товариські | Товариські | Офіційні | Офіційні | Всього | Всього |
| Збірна            | Сезон             | Ігри       | Голи       | Ігри     | Голи     | Ігри   | Голи   |
| ----------------- | ----------------- | ---------- | ---------- | -------- | -------- | ------ | ------ |
| США               |                   |            |            |          |          |        |        |
| 2023              | 0                 | 0          | 2          | 0        | 2        | 0      |        |
| Всього за кар'єру | Всього за кар'єру | 0          | 0          | 2        | 0        | 2      | 0      |

### Матчі за збірну
Станом на 28 березня 2023
| Матчі Тейлора Бута за збірну США | Матчі Тейлора Бута за збірну США | Матчі Тейлора Бута за збірну США | Матчі Тейлора Бута за збірну США | Матчі Тейлора Бута за збірну США | Матчі Тейлора Бута за збірну США | Матчі Тейлора Бута за збірну США | Матчі Тейлора Бута за збірну США     |
| №                                | Дата                             | Суперник                         | Рахунок                          | Голи                             | Картки                           | Хвилини                          | Змагання                             |
| -------------------------------- | -------------------------------- | -------------------------------- | -------------------------------- | -------------------------------- | -------------------------------- | -------------------------------- | ------------------------------------ |
| 1                                | 25 березня 2023                  | Гренада                          | 7:1                              |                                  |                                  | 26'                              | Ліга націй КОНКАКАФ 2022–23 (Ліга А) |
| 2                                | 28 березня 2023                  | Сальвадор                        | 1:0                              |                                  |                                  | 18'                              | Ліга націй КОНКАКАФ 2022–23 (Ліга А) |

Всього: 2 матчі / 0 голів; 2 перемоги, 0 нічиїх, 0 поразок.

## Досягнення

### Командні досягнення
Збірна США
- Переможець Ліги націй КОНКАКАФ: 2022–23[45]

### Особисті досягнення
- Гравець місяця Ередивізі: листопад 2022[46]
- Команда місяця Ередивізі: листопад 2022[46]